# 日內瓦 (明尼蘇達州)
日內瓦（英語：Geneva）是一個位於美國明尼蘇達州弗里伯恩縣的城市。

## 人口
根據2020年美國人口普查的數據，日內瓦的面積為1.23平方千米，當中陸地面積為1.21平方千米，而水域面積為0.01平方千米。當地共有人口508人，而人口密度為每平方千米413人。